# Sukow-Levitzow
Sukow-Levitzow är en kommun i Landkreis Rostock i förbundslandet Mecklenburg-Vorpommern i Tyskland.
Kommunen bildades 13 juni 2004 genom en sammanslagning av de tidigare kommunerna Levitzow och Sukow-Marienhof.
Kommunen ingår i kommunalförbundet Amt Mecklenburgische Schweiz tillsammans med kommunerna Alt Sührkow, Dahmen, Dalkendorf, Groß Roge, Groß Wokern, Groß Wüstenfelde, Hohen Demzin, Jördenstorf, Lelkendorf, Prebberede, Schorssow, Schwasdorf, Thürkow och Warnkenhagen.